# Gennadi Manakov
Gennadi Mikhailovitsj Manakov (Russisch: Геннадий Михайлович Манаков) (Jefimovka, 1 juni 1950 – 26 september 2019) was een Russisch ruimtevaarder. 
Manakovs eerste ruimtevlucht was Sojoez TM-10 en vond plaats op 1 augustus 1990. De missie bracht bemanningsleden naar het Russische ruimtestation Mir.
Zijn tweede en tevens laatste ruimtevlucht maakte Manakov met Sojoez TM-16. Tijdens zijn missies maakte hij drie ruimtewandelingen. In 1996 verliet hij Roskosmos en ging hij als kosmonaut met pensioen. 
Manakov ontving meerdere titels en onderscheidingen waaronder Held van de Sovjet-Unie, Orde van de Volkerenvriendschap en de Leninorde. 